# Ход часов
Ход часов — изменение поправки часов на единицу времени; в зависимости от выбора этой единицы различают суточный, часовой, мгновенный и т. д. ход часов. При отрицательном ходе часов часы уходят вперёд, при положительном — всё более отстают. Величина хода часов может быть изменена регулировкой.
На ход часов оказывает влияние множество факторов: температура, ориентация часов, магнитное поле, атмосферное давление, ускорение свободного падения в данном месте, качка и вибрация, степень завода пружины (или подъёма гири) и др.

## Стационарные маятниковые часы

### Температурная компенсация изменения длины маятника
Изменение температуры приводит к изменению длины маятника:
при повышении — маятник удлиняется и часы отстают. Были разработаны:
- стержневой компенсатор Гаррисона
- ртутный маятник Грагама
- инварный маятник Рифлера (нем.)
- цинково-стержневой маятник Бутенопа
- кварцевый Карла Сатори
- решетчатые Троугтона; Леруа; Берту; Депарсье; Гаррисона; Юргенсена
- горизонтальный Катера
- призменный Борда

### Компенсация атмосферного давления
Повышение давления приводит к бо́льшему торможению качающегося маятника и к отставанию часов. Для уменьшения эффекта маятнику придают плоскую, обтекаемую форму. Для компенсации на маятнике укрепляют дополнительный груз, положение которого зависит от давления. Были разработаны:
- ртутный барометрический компенсатор Клюгера
- анероид Рифлера

### Компенсация степени завода
Применяется специальная подвеска маятника, обеспечивающая изохронность его колебаний.
- астрономические часы конструкции Ф.М. Федченко (АЧФ)

## Нестационарные механические часы
Носимые или возимые часы (карманные, наручные, морские и т. п.)
находятся в более жёстких условиях эксплуатации, чем стационарные.
Основные способы улучшения хода:
- биметаллический баланс различных конструкций
- фузея
- турбийон
- Карданов подвес (морских хронометров)
- Кремниевая спираль баланса

## Электронные (кварцевые) часы
Основным способом уточнения хода часов является термостатирование кварца или всего задающего генератора.